# Marek Piechota
Marek Władysław Piechota (ur. 17 kwietnia 1951 w Dąbrowie Górniczej-Ząbkowicach) – polski filolog i literaturoznawca, mickiewiczolog, autor tekstów satyrycznych. 

## Życiorys
Jest pracownikiem Instytutu Nauk o Literaturze Polskiej na Wydziale Filologicznym Uniwersytetu Śląskiego w Katowicach oraz kierownikiem Zakładu Historii Literatury Oświecenia i Romantyzmu w tymże Instytucie. Zawodowo zajmuje się badaniem twórczości epoki romantyzmu i oświecenia, w szczególności polskich wieszczów narodowych: Adama Mickiewicza i Juliusza Słowackiego. W 2000 wraz z Jackiem Lyszczyną wydał "Słownik Mickiewiczowski". Pełni obowiązki przewodniczącego śląskiego oddziału Towarzystwa Literackiego im. Adama Mickiewicza. 
W latach 1993–2005 był autorem licznych tekstów piosenek do Kabaretu Olgi Lipińskiej. 

## Wybrane publikacje
- "Pan Tadeusz" i "Król-Duch" – dwie koncepcje romantycznej epopei, Kielce 1995.
- Zoofioły bestiariusza heroikomicznego część mniejsza, Katowice 1997.
- (red.) "Pieśni ogromnych dwanaście...": studia i szkice o "Panu Tadeuszu, Wydawnictwo Uniwersytetu Śląskiego, Katowice 2000
- Słownik Mickiewiczowski (razem z Jackiem Lyszczyną), Katowice 2000, ISBN 83-7132-316-6.
- (red. Marek Piechota, Janusz Ryba), Od oświecenia ku romantyzmowi i dalej...: autorzy - dzieła - czytelnicy, Katowice 2004.